# تشاك تايلور (لاعب كرة قاعدة)
تشاك تايلور (بالإنجليزية: Chuck Taylor)‏ هو لاعب كرة قاعدة أمريكي، ولد في 18 أبريل 1942 في شيلبيفيل في الولايات المتحدة، وتوفي في 5 يونيو 2018 في مورفريسبورو في الولايات المتحدة.

## وصلات خارجية
- تشاك تايلور على موقع دوري كرة القاعدة الرئيسي (الإنجليزية)
- تشاك تايلور على موقعبيزبول رفرنس.كوم (الدوري الرئيسي) (الإنجليزية)
- تشاك تايلور على موقعبيزبول رفرنس.كوم (الدوري الثانوي) (الإنجليزية)